# Eating With My Ex: Going Dutch
Eating With My Ex: Going Dutch is een Nederlands televisieprogramma dat van augustus 2021 tot en met juni 2023 te zien was via streamingdienst Discovery+, sinds 2024 is het via streamingdienst HBO Max te zien. Het programma wordt geproduceerd door No Pictures Please en is gebaseerd op het Engelse programma Eating With My Ex.
Een maand nadat het seizoen van start gaat op Discovery+ wordt het ook uitgezonden door televisiezender TLC.

## Format
In het programma gingen oorspronkelijk twee exen van elkaar, vaak na een langere periode dat ze elkaar niet gezien hebben, weer samen aan uiteten. Vanaf het vierde seizoen zijn het niet alleen exen die worden ontvangen, maar ook andere mensen die ruzie met elkaar hebben. De deelnemers zijn meestal bekend van andere reality-programma's, waaronder Temptation Island, Ex on the Beach: Double Dutch en Married at First Sight. Bekende namen die mee hebben gedaan zijn onder andere Hans Klok, Michella Kox en Louisa Janssen.
De exen komen samen om tijdens een diner terug te blikken op hun relatie en wat ze mee hebben gemaakt, sommigen van hen zijn op zoek naar een excuus, anderen willen herenigd worden of zoeken naar een juiste afsluiting van die periode. 
Tijdens dit diner krijgen de twee deelnemers ieder drie vragen vanuit de productie die tijdens iedere gang op hun boord geschreven staat, om zo het gesprek te lijden.
Iedere aflevering staan er twee ex-koppels centraal.

## Seizoensoverzicht
De gegevens zijn gebaseerd op de eerste dag van publicaties op de bijbehorende streamingdienst en niet op de verlate uitzendgegevens van TLC, waar het programma als het waren 'herhaalt' wordt.
| Seizoen | Dag van publicatie | Streamingdienst | Aantal afleveringen | Start seizoen    | Einde seizoen     |
| ------- | ------------------ | --------------- | ------------------- | ---------------- | ----------------- |
| 1       | Vrijdag            | Discovery+      | 6                   | 13 augustus 2021 | 17 september 2021 |
| 2       | Vrijdag            | Discovery+      | 6                   | 29 april 2022    | 3 juni 2022       |
| 3       | Vrijdag            | Discovery+      | 6                   | 28 april 2023    | 2 juni 2023       |
| 4       | Vrijdag            | HBO Max         | 6                   | 16 augustus 2024 | 20 september 2024 |

## Eating With My Enemy: Going Dutch
Wegens het aanhoudende succes kwam het programma in december 2023 met een spin-off onder de naam Eating With My Enemy: Going Dutch. In dit programma gaan geen exen maar mensen die ruzie met elkaar hebben met elkaar uiteten, het format blijft verder identiek aan Eating With My Ex: Going Dutch. Ook hierin zijn de deelnemers bekend van diverse televisieprogramma's. Het programma ging op 8 december 2023 van start op Discovery+ en bestond uit drie afleveringen. Vanaf het vierde seizoen van Eating With My Ex: Going Dutch worden nu ook de mensen uitgenodigd die geen relatie met elkaar hebben gehad maar gewoon ruzie met elkaar hebben.